# Chris Collins (cantante)
Chris Collins (Long Island, 10 agosto 1967) è un cantante e chitarrista statunitense, noto principalmente per la sua militanza nei Dream Theater tra il 1986 e il 1987.

## Biografia
Nato a Long Island, a 19 anni decise di arruolarsi nella marina, ma all'ultimo momento rinunciò, a causa di una telefonata di John Petrucci  che lo invita a registrare un album per la sua nuova band, chiamata Majesty.
L'album non venne mai pubblicato, ma la band decise di inserire le canzoni cantate da Collins nel loro primo demo tape, The Majesty Demos 1985-1986.
Secondo quanto affermato in seguito dai suoi vecchi compagni di band, Collins non si rivelò all'altezza del compito, a causa di cattive esibizioni dal vivo, e  comportamenti pessimi sul palco. Nel 1987 Collins lasciò la band, e ciò portò a una decisione reciproca di separarsi dalla compagnia, poiché i compagni pensavano che la band con lui non avrebbe mai ottenuto il successo sperato; così venne rimpiazzato da Charlie Dominici.
Collins ha lavorato con tributi locali come Snowblind, Never Enough, Scorched Earth, Speak of the Devil e Live After Death. Collins ha anche registrato la voce per la band progressive metal statunitense Oblivion Knight, il cui album eponimo è stato pubblicato dalla Steel Legacy Records. Gli Oblivion Knight erano la band del futuro bassista degli OSV Steve Sexton. Fu Inoltre cantante della band death metal Winterspell ed è parte della band Raider.

## Discografia

### Con gli Oblivion Knight
- 2009 - Oblivion Knight
- 2021 - Forgotten Realm

### Con i Dream Theater
- 2003 – The Majesty Demos 1985-1986

### Con gli Winterspell
- 2007 - The Blinding Dark

### Con i Kingsman Quartet
- 1994 - Ridir' High